# Nathan Saliba
Pour les articles homonymes, voir Saliba.
Nathan Saliba, né le 7 février 2004 à Longueuil au Québec, est un joueur international canadien de soccer qui joue au poste de milieu central au RSC Anderlecht.

## Biographie

### En club
Né à Longueuil, ville du Québec au Canada, Nathan Saliba joue pour le CS Longueuil avant de rejoindre en 2017 l'académie de l'Impact de Montréal. Il signe son premier contrat avec son club formateur le 4 décembre 2020, pour l'année 2021 mais avec trois années en options. Le 2 décembre 2022, il signe un nouveau contrat avec le club, d'une durée de deux saisons, avec deux années supplémentaires en option.
En janvier 2023 il est inclus dans un camp d'entraînement avec l'équipe première. Le 25 février 2023, Nathan Saliba fait sa première apparition en professionnel avec le CF Montréal lors de la première journée de la saison 2023 de MLS contre l'Inter Miami. Il entre est titularisé et son équipe est battue par deux buts à zéro,. C'est au cours de cette année 2023 qu'il s'impose en équipe première, gagnant la confiance de son entraîneur Hernán Losada, qui le fait de plus en plus jouer à partir du mois de juin. Le jeune milieu de 19 ans obtient une place de titulaire, au détriment de Victor Wanyama notamment.
Saliba marque son premier but en professionnel le 19 septembre 2024, à l'occasion d'une rencontre de MLS face au Revolution de la Nouvelle-Angleterre. Titulaire ce jour-là, il marque le but égalisateur de son équipe en seconde période (2-2 score final).
Le 26 juin 2025, lors du mercato estival, il signe un contrat de quatre ans, soit jusqu'en juin 2029 avec le RSC Anderlecht. Il retrouve l'ancien directeur sportif du CF Montréal, Olivier Renard.

### En sélection
En mai 2022, Nathan Saliba est inclus dans une liste provisoire de 60 joueurs pour l'équipe du Canada des moins de 20 ans mais il ne figure pas dans la liste finale.
Le 1er septembre 2024, il est convoqué pour la première fois en équipe du Canada par le sélectionneur Jesse Marsch en remplacement de Sam Adekugbe, pour participer à deux matchs amicaux contre les États-Unis, puis face au Mexique,,. Le 7 septembre suivant, il honore sa première sélection en entrant en fin de match — à la place de Mathieu Choinière — face aux États-Unis. La rencontre se solde par une victoire de 2-1 des Canadiens.
Le 5 juin 2025, il est retenu dans la liste des vingt-six joueurs canadiens sélectionnés par Jesse Marsch pour disputer la Gold Cup 2025.

## Statistiques

### Statistiques en club
| Saison                | Club                  | Championnat           | Championnat | Championnat | Championnat | Coupe(s) nationale(s) | Coupe(s) nationale(s) | Coupe(s) nationale(s) | Compétition(s) continentale(s) | Compétition(s) continentale(s) | Compétition(s) continentale(s) | Compétition(s) continentale(s) | Séries | Séries | Séries | Canada | Canada | Canada | Total | Total | Total |
| Saison                | Club                  | Division              | M.          | B.          | P.d.        | M.                    | B.                    | P.d.                  | Comp.                          | M.                             | B.                             | P.d.                           | M.     | B.     | P.d.   | M.     | B.     | P.d.   | M.    | B.    | P.d.  |
| 2020                  | Impact de Montréal    | MLS                   | -           | -           | -           | -                     | -                     | -                     | LCC                            | 0                              | 0                              | 0                              | -      | -      | -      | -      | -      | -      | 0     | 0     | 0     |
| 2023                  | CF Montréal           | MLS                   | 28          | 0           | 0           | 3                     | 0                     | 0                     | LC                             | 2                              | 0                              | 0                              | -      | -      | -      | -      | -      | -      | 33    | 0     | 0     |
| 2024                  | CF Montréal           | MLS                   | 24          | 1           | 1           | -                     | -                     | -                     | LC                             | 2                              | 0                              | 0                              | 1      | 0      | 0      | 2      | 0      | 0      | 29    | 1     | 1     |
| 2025                  | CF Montréal           | MLS                   | 16          | 1           | 0           | 2                     | 0                     | 0                     | -                              | -                              | -                              | -                              | -      | -      | -      | 4      | 2      | 0      | 22    | 3     | 0     |
| Sous-total            | Sous-total            | Sous-total            | 68          | 2           | 1           | 5                     | 0                     | 0                     | -                              | 4                              | 0                              | 0                              | 1      | 0      | 0      | 6      | 2      | 0      | 84    | 4     | 1     |
| 2025-2026             | RSC Anderlecht        | Division 1A           | 4           | 1           | 0           | -                     | -                     | -                     | C3+C4                          | 2+2                            | 0+1                            | 0+0                            | -      | -      | -      | -      | -      | -      | 8     | 2     | 0     |
| Total sur la carrière | Total sur la carrière | Total sur la carrière | 72          | 3           | 1           | 5                     | 0                     | 0                     | -                              | 8                              | 1                              | 0                              | 1      | 0      | 0      | 6      | 2      | 0      | 92    | 6     | 1     |